# Acraea esebria
Acraea esebria (лат.) — бабочка из семейства Nymphalidae, обитающая в Африке.

## Описание

### Бабочка
Размах крыльев составляет 20-40 мм. Самки несколько крупнее самцов. Крылья обоих полов имеют чёрную окраску. На верхней стороне переднего крыла от переднего края по направлению к внешнему краю отходит беловатая полоса, но не доходит до него. От внутреннего края начинается плоское светлое полукруглое пятно. Ещё одно крупное светлое пятно начинается на переднем крае верхней стороны заднего крыла. В предпочтительном для мотыльков полураскрытом положении крыльев оба ярких пятна сливаются в крупную фигуру, напоминающую глаз. Цвет пятен варьирует от беловатого, желтоватого до бледно-оранжевого. Тёмные жилки чётко выделяются на фоне кремово-белой нижней стороны крыльев. В оранжево-жёлтой базальной области имеется несколько мелких чёрных пятен. Голова и грудь с чёрно-белыми точками. На тёмном брюшке с каждой стороны выделяется ряд оранжево-жёлтых круглых пятен.

### Гусеница
Взрослые гусеницы оливково-зелёного цвета, на каждом сегменте тела имеется бледно-желтое кольцо с черной окантовкой, на каждом из которых расположено по четыре колючих разветвленных шипа. Головная капсула чёрная. Яйца овальной формы.

## Сходные виды
Виды Acraea aganice и Acraea cabira имеют сходную окраску крыльев, но яркое пятно на внутреннем крае верхней стороны переднего крыла у Acraea aganice меньше или отсутствует, а у Acraea cabira больше, чем у Acraea esebria.

## Распространение и среда обитания
Acraea esebria встречается в юго-восточной Африке, кроме Мадагаскара. Вид предпочитает солнечные луга.
Мотыльки летают круглый год. Наиболее многочисленны с апреля по июнь, питаются нектаром цветов. Гусеницы питаются преимущественно листьями жгучей крапивы (Urticaceae) или коммелиновых (Commelinaceae).